# Serifοs: Paraktia Zoni kai nisides Serifοpoula, Piperi kai Vous
Serifοs: Paraktia Zoni kai nisides Serifοpoula, Piperi kai Vous este o arie protejată (arie de protecție specială avifaunistică — SPA) din Grecia întinsă pe o suprafață de 5.391,41 ha, integral pe uscat.

## Localizare
Centrul sitului Serifοs: Paraktia Zoni kai nisides Serifοpoula, Piperi kai Vous este situat la coordonatele 37°07′38″N 24°32′16″E / 37.127284°N 24.537828°E.

## Înființare
Situl Serifοs: Paraktia Zoni kai nisides Serifοpoula, Piperi kai Vous a fost declarat arie de protecție specială avifaunistică în martie 2010 pentru a proteja 27 de specii de animale.

## Biodiversitate
Situată în ecoregiunile marină mediteraneană și mediteraneană, aria protejată nu include niciun habitat protejat.
La baza desemnării sitului se află mai multe specii protejate de  păsări (27): fluierar de munte (Actitis hypoleucos), fâsă-de-câmp (Anthus campestris), lăstunul mare (Apus apus), stârc cenușiu (Ardea cinerea), șorecarul comun (Buteo buteo), ciocârlie-cu-degete-scurte (Calandrella brachydactyla), fugaci mic (Calidris minuta), bătăuș (Calidris pugnax), caprimulg (Caprimulgus europaeus), lăstun de casă (Delichon urbicum), egretă mică (Egretta garzetta), Emberiza caesia, Falco eleonorae, becațină comună (Gallinago gallinago), piciorong (Himantopus himantopus), rândunică (Hirundo rustica), prigoare (Merops apiaster), codobatura galbenă (Motacilla flava), stârc de noapte (Nycticorax nycticorax), vrabie negricioasă (Passer hispaniolensis), Phalacrocorax aristotelis desmarestii, Phalacrocorax carbo sinensis, turturică (Streptopelia turtur), Tachymarptis melba, fluierar de mlaștină (Tringa glareola), fluierar cu picioare verzi (Tringa nebularia), Zapornia parva.
Pe lângă speciile protejate, pe teritoriul sitului au mai fost identificate 4 specii de plante, 3 specii de păsări.